# 連江縣縣長 (中華民國)
連江縣縣長為中華民國福建省連江縣的最高行政首長，由縣民直選產生，任期四年，連選得連任一次，現任縣長為中國國民黨籍的王忠銘。
为避免与中国大陆的连江县人民政府县长混淆，中国大陆媒体在新闻报道中多使用“马祖县长”一词指代。

## 历史沿革
1911年武昌起义后，连江县光复会攻占县署，推举义军司令杨起镛摄任知县。中华民国成立后，陈复良任首任县知事。1928年南京国民政府下令将县知事改为县长，首任县长为林成献。第二次国共内战期间，国军处于劣势，福建已亟待解放，1949年3月，福建省政府成立福建海上保安司令部，下辖5个海上保安纵队。8月初，连江县城解放，国军仅控制马祖列岛。9月1日，中华民国政府成立马祖守备区指挥部，隶属台湾警备司令部。1950年12月15日，停止实施原有的保甲制度，省政府成立马祖行政公署，下分设8区，管理所辖岛屿。1953年8月15日，马祖行政公署改制，为闽东北行署；8月17日复设连江县政府，并委任国大代表陈拱北（曾在大陆时期任县长）复任县长。1993年，县长由官派改为民选。

## 历任县长
关于实行民选以前的中华民国连江县行政长官，详见连江县历任行政长官列表。

### 民选县长
| 任次 | 肖像           | 姓名 (生–卒)       | 在任時間       | 在任時間                          | 黨籍          | 備註                    |
| ---- | -------------- | ------------------ | -------------- | --------------------------------- | ------------- | ----------------------- |
| 40   |                | 曹常順 (1943–2015) | 1993年12月20日 | 1997年12月20日                    | 中國國民黨    | 首位 中國國民黨籍縣長。 |
| 41   |                | 劉立群 (1952–2004) | 1997年12月20日 | 2001年12月20日                    | 中國國民黨    |                         |
| 42   |                | 陳雪生 (1952–)     | 2001年12月20日 | 2005年12月20日                    | 親民黨→無黨籍 | 首位 親民黨籍縣長。     |
| 42   | 2005年12月20日 | 陳雪生 (1952–)     | 2009年12月20日 | 首位連任成功的 親民黨籍縣長。     | 親民黨→無黨籍 |                         |
| 43   |                | 楊綏生 (1954–)     | 2009年12月20日 | 2014年12月25日                    | 中國國民黨    |                         |
| 44   |                | 劉增應 (1958–)     | 2014年12月25日 | 2018年12月25日                    | 中國國民黨    |                         |
| 44   | 2018年12月25日 | 劉增應 (1958–)     | 2022年12月25日 | 首位連任成功的 中國國民黨籍縣長。 | 中國國民黨    |                         |
| 45   |                | 王忠銘 (1958–)     | 2022年12月25日 | 現任                              | 中國國民黨    | 前連江縣副縣長。        |